# Соколова, Татьяна Михайловна
Татьяна Михайловна Соколова (урожд. Заварцева, 30 декабря 1930 года, Москва, РСФСР, СССР — 20 июля 2010 года, Москва, Россия) — советский и российский скульптор, академик Российской академии художеств (2001).

## Биография
Родилась 30 декабря 1930 года в Москве.
В 1953 году — окончила Московское высшее художественно-промышленное училище (1945-53), обучалась у Г. И. Мотовилова и С. Л. Рабиновича.
В 1995 году — избрана членом-корреспондентом, а в 2001 году — действительным членом Российской академии художеств.
С 1988 по 1992 годы — секретарь правления Союза художников СССР.
Умерла 20 июля 2010 года в Москве. Урна с прахом захоронена на Донском кладбище города Москвы, в колумбарии 12 рядом с прахом мужа, бабушки и деда.

## Творчество
Автор произведений: «Материнство» (1966), «Портрет художника Г. Ф. Захарова» (1968), «Музыканты („Ночная сцена“)» (1969), «Автопортрет в платке» (1972), «Купальщицы» (1974), «А. С. Пушкин» (1975-76), «Весна» (1977), «Беременная» (1979), «Амазонка („Автопортрет“)» (1980), «Ожидание» (1981), «Настя с букетом» (1984), «Николай Рубцов» (1988), «Сельский мотив III. Встреча» (1990), «Английская королева» (2002-03), «Портрет В. Блиновой» (2004).
Автор монументальных и декоративно-монументальных работ: памятники — П. С. Нахимову (с. Нахимово, Смоленская обл., 1970), Неизвестному солдату (дер. Любец, Владимирская обл., 1970-е), декоративные композиции Туркменская Государственная библиотека, (г. Ашхабад, 1977), санаторий «Белый пароход», озеро Иссык-Куль (1978), Дом советской науки и культуры (г. Берлин, 1987), издательство газеты «Труд» (1989), «Играющие дети» — фонтан (г. Новомосковск, 1980-е); фигуры «Иосиф Волоколамский и Стефан Пермский», на фасаде храма Христа Спасителя (1998).

## Награды
- Заслуженный художник РСФСР (1980)

## Семья
Отчим Михаил Иванович Соколов (1894—1956) — генерал-лейтенант артиллерии Советской Армии, участник Первой мировой, Гражданской, Испанской и Великой Отечественной войн.
Муж Захаров Гу́рий Фили́ппович (27 ноября 1926- 1994) — советский и российский график. Академик АХ СССР (1991; член-корреспондент 1988). (Заслуженный художник РСФСР (1968). Лауреат Государственной премии РСФСР имени И. Е. Репина (1984)
Дочь Наталья Гурьевна Захарова (1957 г.р.) — скульптор, соавтор работ «Иосиф Волоколамский и Стефан Пермский» на фасаде храма Христа Спасителя (1998).